# Pteroeides oblongum
Pteroeides oblongum är en korallart som beskrevs av Gray 1860. Pteroeides oblongum ingår i släktet Pteroeides och familjen Pennatulidae. Inga underarter finns listade i Catalogue of Life.